# San Miguel de Salcedo
San Miguel de Salcedo är en ort i Ecuador.   Den ligger i provinsen Cotopaxi, i den centrala delen av landet, 90 km söder om huvudstaden Quito. San Miguel de Salcedo ligger 2 650 meter över havet och antalet invånare är 10 838.
Terrängen runt San Miguel de Salcedo är varierad. San Miguel de Salcedo ligger nere i en dal som går i nord-sydlig riktning. Runt San Miguel de Salcedo är det ganska tätbefolkat, med 222 invånare per kvadratkilometer. Närmaste större samhälle är Latacunga, 12,5 km norr om San Miguel de Salcedo. Omgivningarna runt San Miguel de Salcedo är en mosaik av jordbruksmark och naturlig växtlighet.